# Sanicula mariversa
Sanicula mariversa är en flockblommig växtart som beskrevs av Nagata och S.M.Gon. Sanicula mariversa ingår i släktet sårläkor, och familjen flockblommiga växter. Inga underarter finns listade i Catalogue of Life.